# Anypodetus
Anypodetus is een vliegengeslacht uit de familie van de roofvliegen (Asilidae).

## Soorten
- A. arachnoides Oldroyd, 1974
- A. fasciatus Hermann, 1908
- A. fascipennis Engel, 1924
- A. leucothrix Londt, 2000
- A. macroceros Londt, 2000
- A. nigrifacies Ricardo, 1925
- A. phalaros Londt, 2000
- A. unicolor Oldroyd, 1974